# Discodermia stylifera
Discodermia stylifera är en svampdjursart som beskrevs av Keller 1891. Discodermia stylifera ingår i släktet Discodermia och familjen Theonellidae.
Artens utbredningsområde är havet utanför Eritrea. Inga underarter finns listade i Catalogue of Life.